# 602 Marianna
602 Marianna је астероид главног астероидног појаса са пречником од приближно 124,72 .
Афел астероида је на удаљености од 3,849 астрономских јединица (АЈ) од Сунца, а перихел на 2,335 АЈ.
Ексцентрицитет орбите износи 0,244, инклинација (нагиб) орбите у односу на раван еклиптике 15,076 степени, а орбитални период износи 1986,368 дана (5,438 година).
Апсолутна магнитуда астероида је 8,31 а геометријски албедо 0,053.
Астероид је откривен 16. фебруара 1906. године.